# Уйхази (суп)
Суп Уйхази (венг. Újházi-tyúkleves) — венгерский заправочный куриный суп с лапшой или вермишелью и грибами, созданный знаменитым венгерским кулинаром Кароем Гунделем и названный в честь популярного в конце XIX века венгерского актёра Эде Уйхази, крупного мужчины с окладистой бородой, большого любителя как поесть, так и покашеварить, завсегдатая будапештского ресторана «Вампетикс». Считается, что суп Уйхази был впервые приготовлен в ресторане Гунделя по указаниям Уйхази.
Со слов писателя и друга Эде Уйхази Эндре Надя, актёр брал на суп только петухов, «чьи жёсткие сухожилия сохранили пикантность бурных любовных сцен», и варил из них бульон три дня и три ночи, обязательно с сельдереем. Петуха по рецепту Уйхази следовало варить вместе с гребешком и семенниками: актёр твёрдо верил в их «возвышающий» эффект. В современных рецептах насыщенный суп Уйхази чаще готовят на бульоне из разделанной на части курицы, к которой по полуготовности добавляют коренья (сельдерей, морковь, петрушка) в марлевом мешочке, затем грибы и иногда другие овощи: зелёный горошек, цветную капусту, головки спаржи и зелёный перец. Готовую курятину вынимают и освобождают от костей, коренья режут соломкой. Лапшу или вермишель варят в подсоленной воде отдельно. Суп Уйхази соединяется в тарелке перед подачей: на мелко разделанную курятину кладут лапшу, а затем заливают бульоном с овощами и посыпают мелко нарезанной зеленью петрушки. Суп также подаётся с тёртым хреном в уксусе на блюдце.